# Brun Van Dyck
Le brun Van Dyck est une dénomination de couleur pour artistes qui recouvre, depuis longtemps, des compositions assez diverses. À l'origine, il s'agissait de terre de Cassel ou de terre de Cologne.
Ces terres présentant, pour la peinture à l'huile, l'inconvénient de perturber le séchage, et résistant mal à la lumière, elles sont souvent remplacées, depuis le XIXe siècle, par d'autres pigments basés sur des oxydes de fer calcinés, complétés par du noir de carbone.
Le pigment de ferrocyanure de cuivre ou de ferrocyanure de cuivre et de potassium référencé PBr9 au Colour Index est aussi appelé brun Van Dyck ou brun de Florence est brun rouge à brun violacé.

## Nuanciers
Le Répertoire de couleurs de la Société des chrysanthémistes connaît le brun Van Dick, dénomination commerciale de Lorilleux, marchand de couleurs pour artistes et de Ripolin, fabricant de peinture, synonyme de Rouge indien ou Brun sépia (du marchand de couleurs pour artistes Lefranc).
Sennelier propose un brun Van Dyck (n° 407) composé à partir de d'oxyde de fer et de noir de fumée (PR101 et PBk7).